# Placówka Straży Granicznej w Krajniku Dolnym
Placówka Straży Granicznej w Krajniku Dolnym – zlikwidowana graniczna jednostka organizacyjna Straży Granicznej realizująca zadania w ochronie granicy państwowej z Republiką Federalną Niemiec.

## Formowanie i zmiany organizacyjne
Placówka Straży Granicznej w Krajniku Dolnym z siedzibą w Krajniku Dolnym (Placówka SG w Krajniku Dolnym), została powołana 24 sierpnia 2005 roku Ustawą z 22 kwietnia 2005 roku O zmianie ustawy o Straży Granicznej..., w strukturach Pomorskiego Oddziału Straży Granicznej w Szczecinie z przemianowania dotychczas funkcjonującej Granicznej Placówki Kontrolnej Straży Granicznej w Krajniku Dolnym. Znacznie rozszerzono także uprawnienia komendantów placówek, m.in. w zakresie działań podejmowanych wobec cudzoziemców przebywających na terytorium RP.
Zniesienie kontroli granicznej we wszystkich przejściach Pomorskiego Oddziału SG na granicach wewnętrznych Unii Europejskiej, miało wpływ na kolejne zmiany w systemie organizacyjnym ochrony północno-zachodnich rubieży państwa. W wyniku czego 15 stycznia 2008 roku rozformowano PSG w Krajniku Dolnym oraz Kołbskowie, zwiększając rejon działania PSG w Osinowie Dolnym, PSG w Gryfinie i PSG w Lubieszynie.

## Ochrona granicy

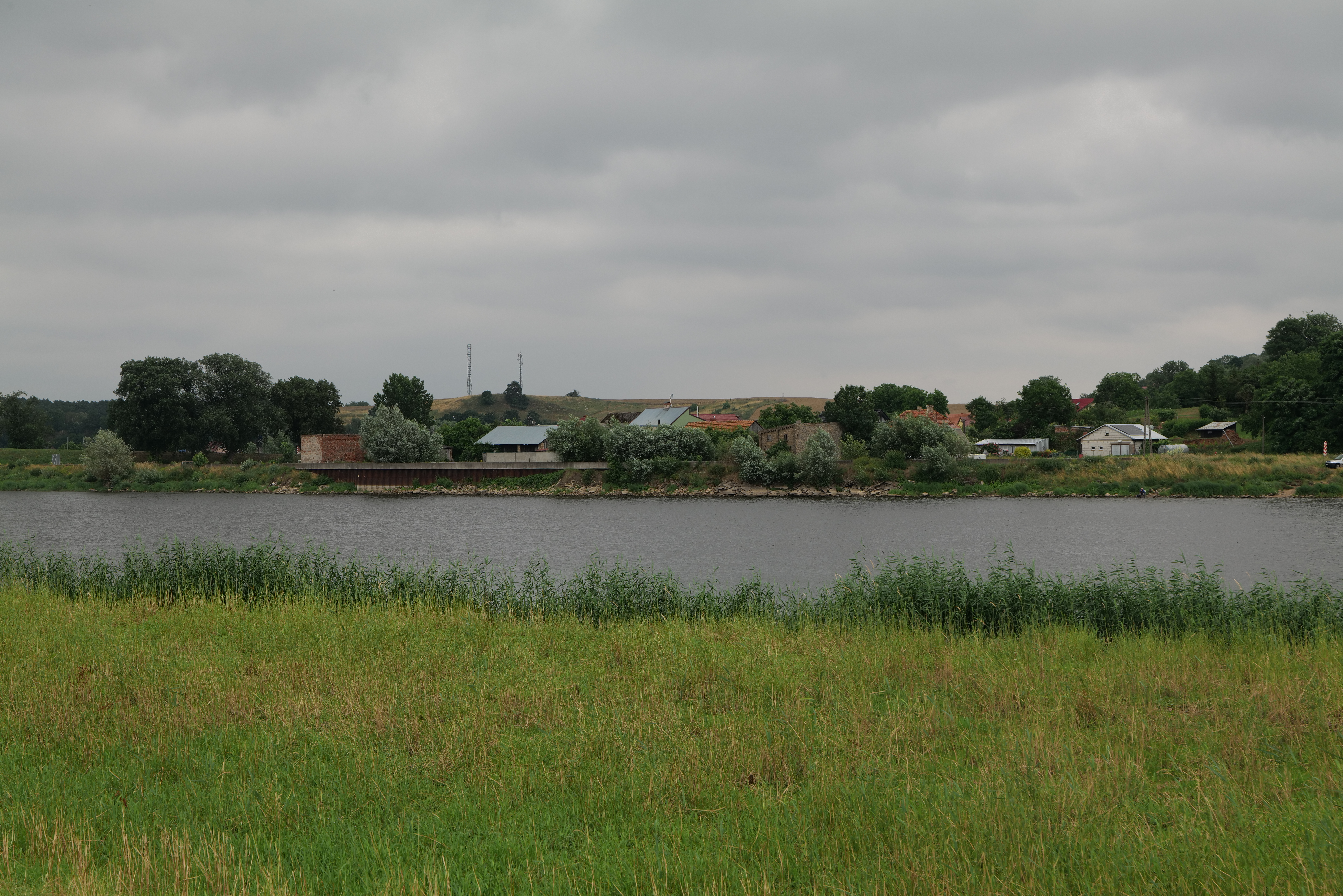
Granica polsko-niemiecka na rzece Odrze w rej. Krajnika Dolnego. Po prawej polski znak graniczny (lipiec 2021)

Placówka SG w Krajniku Dolnym ochraniała odcinek granicy państwowej:
- Od znaku granicznego nr 669 do znaku granicznego nr 730.

W celu zapewnienia coraz lepszej ochrony porządku prawnego państwa i by usprawnić swoje działania na granicy, PSG w Krajniku Dolnym organizowała wspólne patrole graniczne m.in. z funkcjonariuszami Policji, Żandarmerii Wojskowej czy też niemieckiej Bundespolizei (BGS).

### Podległe przejścia graniczne
- Krajnik Dolny-Schwedt (drogowe) – do 21 grudnia 2007[3]
- Widuchowa-Gartz (rzeczne) – do 21 grudnia 2007[3].

## Placówki sąsiednie
- Placówka SG w Osinowie Dolnym ⇔ Placówka SG w Gryfinie – 24.08.2005[3].

## Komendant placówki
- mjr SG Jan Dzięcioł[4] (24.08.2005–14.01.2008).